# DeSoto County (Mississippi)
 For alternative betydninger, se DeSoto County. (Se også artikler, som begynder med DeSoto County)
DeSoto County er et county i den amerikanske delstat Mississippi. DeSoto County blev grundlagt 9. februar 1836 og det samlede areal er 1.287 km², hvoraf 1.238 km² er land.
34°53′N 89°59′V / 34.88°N 89.99°V